# ゲシュタルト療法
ゲシュタルト療法（ゲシュタルトりょうほう、gestalt therapy）またはゲシュタルトセラピーとは、ユダヤ人の精神科医、フレデリック・パールズ（フリッツ・パールズ）とその妻のローラ・パールズにより、ゲシュタルト心理学、実存主義思想などを手がかりにはじめられたものである。"Ego, Hunger & Aggression -- A Revision of Freud's Theory and Method"(1942)が、その基本を述べた最初の著作とされ、1951年には"Gestalt Therapy -- Excitement and Growth in the Human Personality"が出版されている。彼は、その後日本にもやってきて、京都の大徳寺で禅の修業もしている。「ゲシュタルト」（Gestalt）は、ドイツ語で「かたち」「形象」をいう言葉。直接は「ゲシュタルト心理学」から由来した言葉と思われるが、その意味づけは参禅体験などと深くつながっている。彼の考え方には、エーリヒ・フロムや鈴木大拙などの影響も色濃く見られる。東洋的な瞑想や精神統一の体験を基盤に取り込んだという点では、ユージン・ジェンドリンのフォーカシングと似ている。セラピーの姿勢としては、カール・ロジャーズの来談者中心療法などと一緒に人間性心理学（アブラハム・マズローの流れ）の中に分類されている。
このセラピーでは、過去になにをしたか、それはなぜなのかを問うことはしない、「今・ここ」で、「いかに」・話しているか、「なにを」・話しているかを問題にする。それを気づき、体験すること、そこから全身全霊的な気づき、覚醒を目指し、そこで自分自身であるという自由を取り戻すことを目的とする。
やり方としては、グループワークショップとして行われることが多い。
ゲシュタルト療法の手法というのは、心理学や哲学の手法を広く取り入れており、それらを精神と身体の完全統一という考え方に基づいて、セラピーの療法として統合したものである。この療法の目的とは、活動におけるより確立した独立と、自然な成長を阻害する障害物に対処する能力を、患者自身が獲得することを助けることにある。

## ゲシュタルトの祈り
パールズが作ったゲシュタルト療法の思想を盛り込んだ詩で、彼はワークショップでこの詩を読み上げることを好んだ。